# Brit Hongkong
Brit Hongkong (British Hong Kong, 英屬香港) megnevezés arra az időszakra utal, amikor 1841 és 1997 között Hongkong előbb a korona gyarmata, majd brit fennhatóság alatt álló terület volt.

## Története

### Megalakulása
1836-ban a Csing-dinasztia kormánya felülvizsgálta az ópium kereskedelmére vonatkozó szabályokat. 1839 márciusában Lin Cö-hszü (Lin Zexu) császári biztos Kantonba utazott, ahol a külföldi kereskedőktől megkísérelte elkobozni az össze ópiumot. A kereskedők ellenálltak, de Lin körbevette a külföldiek számára létrehozott (Kantoni Gyárak néven ismert) kerületet és elvágta az utánpótlási vonalaikat. Charles Elliot brit kereskedelmi főbiztos, hogy biztosítsa a brit kereskedők szabad elvonulását, beleegyezett az ópium elkobzásába és ígéretet tett a kereskedőknek, hogy a brit és a kínai kormány közösen fizetnek kárpótlást. Végül a kereskedők összesen 20 283 ládányi ópiumot szolgáltattak be, amit nyilvánosan megsemmisítettek.
1839 szeptemberében azonban a brit kormány úgy döntött, hogy erővel kényszeríti a kínai kormányt az általuk megsemmisített brit áruk ellenértékének kifizetésére. Elliot és unokatestvére, George Elliot vezetésével egy expedíciós haderőt szerveztek 1840-ben. Lord Palmerston külügyminiszter közben azt hangoztatta a kínai kormánynak, hogy nem azt vitatják, hogy vajon van-e joguk betiltani az ópiumkereskedelmet, hanem ahogy ezt a döntést végrehajtották. Palmerston szerint a kínai kormány csapdába csalta a külföldi kereskedőket az ópiumot betiltó rendelkezés váratlan, meglepetésszerű végrehajtásával, és a brit kereskedők utánpótlásának elvágásával halálra vagy éhezésre ítélte azokat. Az expedíciós erőt vezető Elliotokat pedig arra utasította, hogy foglaljanak el egyet a Csuszan-szigetek közül, adják át levelét a császár egyik tisztviselőjének és kínaiak ellenállása esetén vegyék blokád alá a Jangce és a Sárga-folyókon található kikötőket. Palmerston levelében önálló bázist követelt a brit kereskedők számára, ahol "nem lesznek alávetve a Birodalom pekingi kormányzata, vagy a kikötőkben található helyi hatoságok egyoldalú önkényeskedéseinek".
Az első ópiumháború néven ismert konfliktus végén, 1841-ben Elliot tárgyalásokat kezdett Lin utódával, Csi-sannal, Kuangtung tartomány kormányzójával és kikényszerítette tőle, hogy átadja Hongkong szigetét és kikötőjét a brit korona fennhatósága alá. 1841. január 20-án jelentette be Elliot az "előzetes megállapodások lezárását", január 26-án felhúzták az Union Flag-et a sziget felett és James Bremer sorhajókapitány hivatalosan is birtokba vette a szigetet (a később Possession Point néven ismert földnyelven). Elliot azért választotta Hongkongot Csuszan helyett, mert úgy vélte, hogy a keletebbre elhelyezkedő sziget elfoglalása csak az "ellenségeskedések végeláthatatlan elhúzódásához" vezetnek és Hongkongot sokkal értékesebb bázisnak tartotta a kantoni brit kereskedők szempontjából. 1842. augusztus 29-én a terület bekebelezését hivatalosan is szentesítette a nankingi szerződés, amelyben "örökre (in perpetuity) átadta a területet Kína.

### Területi terjeszkedés
Mivel a nankingi szerződés nem teljesen elégítette ki a britek kereskedelemre és haszonra vonatkozó elvárásait, egyre nagyobb volt a nyomás a szerződés felülvizsgálatára. 1856 októberében a kínai hatóságok lefoglalták a "Nyíl" (Arrow) nevű, kínai tulajdonú, Hongkongban bejegyzett, brit zászló alatt hajózó hajót. A kantoni brit konzul, Harry Smith Parkes az esetet, a brit zászló bevonását és a hajó személyzetének letartóztatását "igen súlyos természetű inzultusnak" minősítette. Parkes és John Bowring hongkongi kormányzó ürügyül használták fel az incidenst a további terjeszkedéshez. 1857 márciusában Lord Palmerston külügyminiszter teljhatalommal ruházta fel James Bruce-t, Elgin grófját, hogy egy új és a britek számára kedvezőbb szerződésről tárgyaljon a kínaiakkal. A franciák is kiküldtek egy expedíciós haderőt a britekkel együtt, hogy megbosszulják az 1856-ban kivégzett francia misszionáriust, Auguste Chapdelaine. 1860-ban a Taku erőd elfoglalása és Peking eleste arra kényszerítette a kínaiakat, hogy aláírják a tiencsini szerződést és a pekingi konvenciót. A tiencsini szerződésben a kínaiak engedtek a britek követelésének, miszerint nyissanak meg több kikötőt a külföldi kereskedők előtt (az ún. Tiencsini koncessziós zónák), engedélyezzék a hajózást a Jangce folyón, legalizálják az ópiumkereskedelmet és nyithassanak egy nagykövetséget Pekingben. A háború alatt a britek elfoglalták a Kowloon félszigetet, amelynek viszonylag lapos területe értékes kiképző és pihenőhelynek bizonyult. A pekingi konvencióban a kínaiak további területeket engedtek át a briteknek.
1898-ban a britek katonai megfontolások miatt igyekeztek Hongkong területét kiterjeszteni. 1898 áprilisában kezdődtek a tárgyalások a pekingi brit miniszter, Claude MacDonald és Li Hong-zsang között, amelyek végül a második pekingi konvenció aláírásához vezettek június 9-én. Az egyezmény értelmében a britek koncessziós területként 99 éves bérleti jogok kaptak Kowloon-nak a Senzen-folyótól délre elterülő részére és további 230 szigetre, amelyeket később New Territories ("Új Területek") néven ismertek.

### Japán megszállás alatt

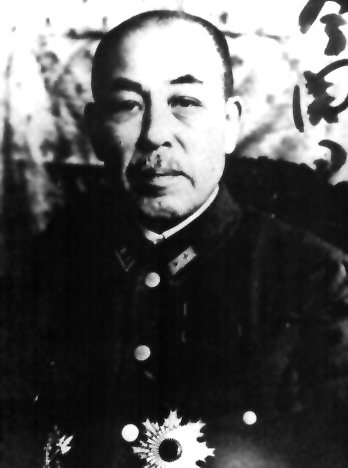
Iszogai Renszuke, Hongkong kormányzója a japán megszállás idején

1941-ben, a második világháború kitörése utána brit kormány megegyezett a Csang Kaj-sek vezetése alatt álló kínai nacionalista kormánnyal, hogy amennyiben a japánok megtámadnák Hongkongot, akkor a kínai hadsereg támadást indít a japán haderő ellen, hogy felmentse a brit helyőrséget. 1941. december 8-án kezdődött meg a hongkongi csata, amikor a Japán Császári Hadsereg bombázói lényegében megsemmisítették a Hongkongon állomásozó brit légierőt. Két nappal később a japán szárazföldi csapatok áttörték az Új Területeken létesített brit védelmi vonalat (az ún. Gin Drinkers Line-t) és a brit parancsnok, Christopher Maltby vezérőrnagy belátta, hogy nem tudja megvédeni a szigetet, ha erőit a kínai szárazföldön kötik le a japánok. A brit visszavonulás ellenére december 18-án a japánok átkeltek a Victoria Harbour-on. és december 25-ére a britek ellenállása megtört, csak kisebb csoportok folytatták a harcot. Maltby ekkor azt javasolta Mark Young kormányzónak, hogy adja meg magát, amit utóbbi - a további veszteségek elkerülése érdekében - meg is tett.
Egy nappal a japán invázió megkezdése után, december 9-én Csang utasítást adott Ju Han-mou tábornok parancsnoksága alatt álló három hadtestnek, hogy vonuljanak Hongkong ellen és támadják meg a japánokat. A terv szerint a kínaiak január 1-jén indították volna meg támadásukat, de a meglepően gyors japán előrenyomulás miatt a brit helyőrség még ezelőtt megadta magát. A japán támadás során a brit védők 2232 halottat és 2300 sebesültet veszítettek, a japánok vesztesége 1996 halott és 6000 sebesült.
A fegyverletétel ellenére a japánok napokig dúlták-fosztogatták a várost, több tízezer kínai nőt erőszakoltak meg a japán katonák egyedül vagy csoportosan. Hongkong népessége a háború előtti 1,6 millióról 750 000 főre csökkent a háború végére, olyan sokan menekültek el (többségük 1945-ben visszatért).
A japánok katonai kormányzást vezettek be és első lépésként bebörtönözték a brit gyarmati közigazgatás tagjait. Emellett igyekeztek a maguk oldalára állítani a helyi, kínai nemzetiségű, kereskedőréteget, akiknek tagjait tanácsadói testületekbe és a kerületi polgárőrségbe nevezték ki. Ez kezdetben jól működött és Hongkong lakossága meglehetősen jól együttműködött a megszállókkal, sokkal kevesebb atrocitásra került sor itt, mint más megszállt kínai városokban. Lényegében annyi történt, hogy a japánok felváltották a briteket, de Hongkong gyarmati státusza megmaradt.
1943-ra azonban a Japán Birodalom súlyos ellátási gondokkal küzdött és Hongkong ellátása (elsősorban az élelmiszer terén) akadozott. A lakosság elégedetlenségével együtt nőtt a megszállók korrupciója és brutalitása és a kínaiak egyre inkább elfordultak, szembeszálltak a japánokkal.
A japán fegyverletétel után aránylag simán ment a visszatérés a brit uralom alá, mivel a kínai szárazföldön a kommunistákat és a nacionalistákat az egymás elleni harc kötötte le és nem értek rá Hongkong státuszával foglalkozni. A japán megszállás egyik öröksége volt, hogy megerősítette a háború előtt kialakult kereskedőréteg vagyonát és befolyását, illetve jelentősen aláásta a britek tekintélyét és hatalmát.

### A brit fennhatóság visszaállítása és a terület visszacsatolása

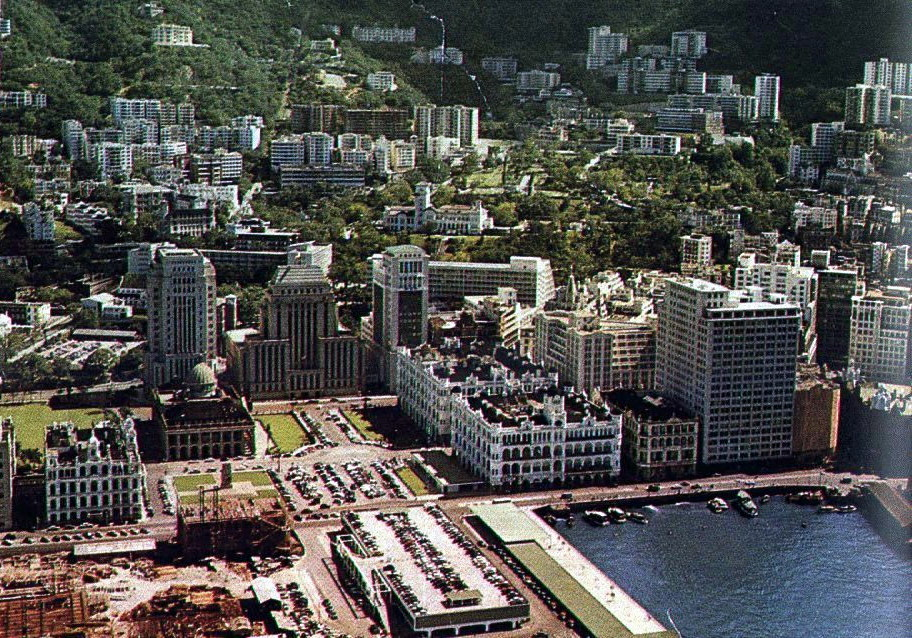
Hongkong Központi kerülete 1955-ben

1945. augusztus 14-én, amikor Japán bejelentette feltétel nélküli fegyverletételét, a britek egy haditengerészeti harccsoportot hoztak létre Hongkong visszafoglalására. Szeptember 1-jén Cecil Harcourt ellentengernagy saját vezetésével brit katonai kormányzást vezetett be és szeptember 16-án ünnepélyesen fogadta a japán helyőrség megadását. A háború után Mark Young kormányzó politikai reformokat vezetett be, mivel úgy érezte, hogy csak a helyi lakosság rokonszenvének megszerzésével lesz képes Nagy-Britannia megtartani a szigetet a kínai kormány akaratával szemben. Ennek egyik módszere volt, hogy a helyi lakosságot egyre jobban bevonta a gyarmat politikai életébe.
1983-ban a terület státusza koronagyarmatról tengerentúli terület-re változott, 1984-ben pedig az Egyesült Királyság és Kína megállapodott, hogy Hongkongot 1997-ben visszacsatolják Kínához. A brit lobogót 1997. június 30-án vonták be Hongkong felett és másnap Hongkong hivatalosan is a Kínai Népköztársaság része lett az „egy ország – két rendszer” elvének fenntartása mellett.

## Gyarmati kormányzás
1841 januárjában, amikor Elliot Nagy-Britanniához csatolta Hongkongot, kihirdette, hogy a terület kormányzását a helyi kereskedelmi szuperintendáns hivatala végzi. Február 1-jén kiadott egy kiáltványt a helyi lakossághoz, amelyben kijelentette, hogy a lakosoknak "őfelsége (Viktória királynő) kegyes nevében védelmet ígér, bármilyen ellenséggel szemben, és továbbá biztosítja vallási ceremóniáik, rítusaik és társadalmi szokásaik szabad gyakorlását, valamint a törvényes magánbirtokok és érdekek védelmét és élvezetét". Elliot bejelentette, hogy a kínai nemzetiségű lakosokat továbbra is kínai törvények alapján bírálják el (a Kínában továbbra is használt halálbüntetés mellőzésével), míg a brit és külföldi állampolgárokra a brit törvények vonatkoznak. Ezt azonban a brit kormány felülvizsgálta és a terület összes lakosára a brit törvények vonatkoztak a későbbiekben.
Az 1843. április 5-én kiadott királyi rendelet (Letters Patent) határozta meg Hongkong alkotmányos berendezkedését és kormányzati struktúráját. A terület ekkor kapta a koronagyarmati státuszt, a kormányzat fejének az uralkodót képviselő kormányzót jelölte meg, míg a hongkongi törvényhozó tanács és végrehajtó tanács a kormányzó mellett tanácsadói szerepet töltöttek be. A gyarmati közigazgatást az gyarmati titkár (később főtitkár) hivatala végezte, aki egyben a kormányzó helyettese volt.
1861-ben Hercules Robinson kormányzó létrehozta a Hongkongi Gyakornokságot, amely fiatal végzősöket toborzott Nagy-Britanniában és két évig a kantoni nyelvjárást, illetve az írott kínait tanította nekik. Később ezek a kadétok alkották a hongkongi brit adminisztráció gerincét - csak a második világháború után engedték meg, hogy helyi kínaiak is közigazgatási pályára lépjenek. A kadétokat az 1950-es években közigazgatási tisztviselőnek nevezték át, és egészen a brit fennhatóság végéig nagy szerepet játszottak a helyi közigazgatásban.

## Gyarmati gazdaság
A brit uralom alatt tapasztalt biztonság, stabilitás és a brit törvények kiszámíthatósága jelentős mértékben hozzájárult, hogy Hongkong a nemzetközi kereskedelem egyik legfontosabb központjává fejlődött. A kolónia fennállásának első évtizedében az ópiumkereskedelemből származó vámok és illetékek voltak a kormány legfontosabb bevételi forrásai. Az ópium jelentősége idővel csökkent, de jelentős bevételi forrásnak számított egészen 1941-ig, a japán megszállásig.
A gyarmat fennállásának kezdetén a legnagyobb kereskedelmi cégeket britek, amerikaiak és más külföldiek üzemeltették, de idővel a helyi családok is jelentős érdekeltségeket szereztek, ami jelentősen felgyorsult 1941-1945 között. A manuális munkaerő nagy részét hongkongi és a szárazföldről érkező kínai munkások adták.

## Fordítás
- Ez a szócikk részben vagy egészben  a   British Hong Kong című angol Wikipédia-szócikk fordításán alapul.  Az eredeti cikk szerkesztőit annak laptörténete sorolja fel. Ez a jelzés csupán a megfogalmazás eredetét és a szerzői jogokat jelzi, nem szolgál a cikkben szereplő információk forrásmegjelöléseként.